# Demokratyczny konfederalizm

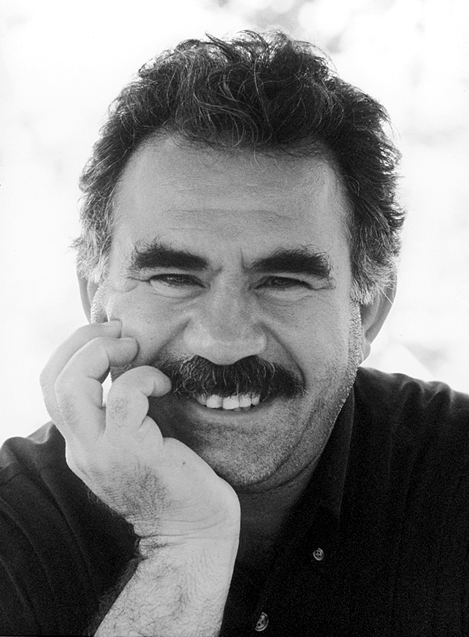
Abdullah Öcalan, twórca demokratycznego konfederalizmu

Demokratyczny konfederalizm albo demokratyczny konfederacjonizm – wolnościowo-socjalistyczny system polityczny, opracowany przez Abdullaha Öcalana w oparciu o idee Murraya Bookchina. Opisuje on go jako „otwarty na inne ugrupowania polityczne i frakcje” oraz jako „elastyczny, wielokulturowy, antymonopolistyczny i zorientowany na konsensus”. Ideologia jest ściśle związana z ustrojem Rożawy, gdzie stanowi panujący system polityczny.

## Historia
Działająca od 1978 Partia Pracujących Kurdystanu za podstawę swojej ideologii uważała marksizm-leninizm. Jednak po rozpadzie ZSRR zaczęto coraz częściej kwestionować ową ideę. Przebywający w tureckim więzieniu od 1999 Abdullah Öcalan zaczął wymianę myśli z Murrayem Bookchinem i przyjmował niektóre z jego koncepcji. Pod koniec swego życia Bookchin, rozczarowany coraz bardziej apolitycznymi elementami współczesnego ruchu anarchistycznego, rozwinął w zastępstwie wolnościowy municypalizm. Osią demokratycznego konfederalizmu jest ekologia społeczna.

## Założenia
Według Öcalana demokratyczny konfederalizm stanowi koncepcję radykalnej demokratyzacji społeczeństwa. Jak sam pisze: "W przeciwieństwie do scentralizowanych administracji i biurokratycznego sprawowania władzy konfederalizm proponuje polityczny samorząd, w którym wszelkie tożsamości kulturowe wyrażają się na zebraniach lokalnych, walnych zgromadzeniach i radach. Taka demokracja otwiera przestrzeń polityczną na wszystkie warstwy społeczeństwa i pozwala wyrażać się różnorodnym ugrupowaniom politycznym. Tym sposobem przyczynia się do zwiększenia politycznej integracji społeczeństwa jako całości. Polityka staje się częścią życia codziennego".
Ideologia zakorzeniona jest w demokracji uczestniczącej i autonomii na poziomie lokalnym, jak pisze Öcalan: "Im silniejsza partycypacja ma miejsce, tym bardziej skuteczny jest dany rodzaj demokracji. Podczas gdy państwo narodowe stoi w opozycji do demokracji, a nawet stanowi jej zaprzeczenie, demokratyczny konfederalizm formuje ciągły proces demokratyczny".
Demokratyczny konfederalizm stawia sobie za cel osiągnięcie "autonomii społeczeństwa", to znaczy społeczeństwa, które samo sobą zarządza poprzez małe zdecentralizowane jednostki samorządowe. Wszelkie instytucje organizują się i zarządzają sobą same. Państwo oraz granice w ideologii demokratycznego konfederalizmu zostają odrzucone, ponieważ samorządność społeczeństwa czyni naród oraz państwo zbędnymi.
Zwolennicy nie widzą możliwości wywołania trwałych zmian w wyniku rewolucyjnego obalenia państwa. Kwestie społeczne i kwestie związane z wolnością oraz sprawiedliwością muszą być raczej rozwiązane w procesie demokratyczno-konfederacyjnym. Jeśli państwo narodowe podejmie się ataku, zwolennicy mogą stawiać opór w ramach sił samoobrony demokratycznej konfederacji (takich jak Powszechne Jednostki Ochrony - YPG).
Dopuszczalna jest możliwość stworzenia globalnego zgromadzenia konfederacyjnego, które mogłoby wysunąć platformę wolności obywatelskich, jako alternatywę wobec ONZ, którą postrzegają jako zdominowaną przez światowe mocarstwa organizację państw narodowych. Niemniej jednak, demokratyczny konfederalizm koncentruje się na poziomie lokalnym; organizacja światowego konfederalizmu nie jest wykluczona, lecz nie mieści się w głównym obszarze zainteresowań ideologii.
Ideologia spotkała się ze wzrostem zainteresowania, odkąd jej zwolennicy, jak np. YPG biorące udział w konflikcie w Rożawie, zaangażowali się w walkę z Daesh.

### Feminizm
Równouprawnienie płci stanowi centralny filar demokratycznego konfederalizmu, który rozwijany jest w postaci koncepcji jineologii. Dla kurdyjskiego ruchu wyzwoleńczego to w stosunkach płci zasadza się główny spór społeczny. W obecnym ruchu wyzwoleńczym Kurdów idea ta jest głęboko zakorzeniona. Według Ocalana, budowa społeczeństwa bezpaństwowego, nie może się odbyć bez wcześniejszego obalenia patriarchatu.